# Zimbabwaanse dollar

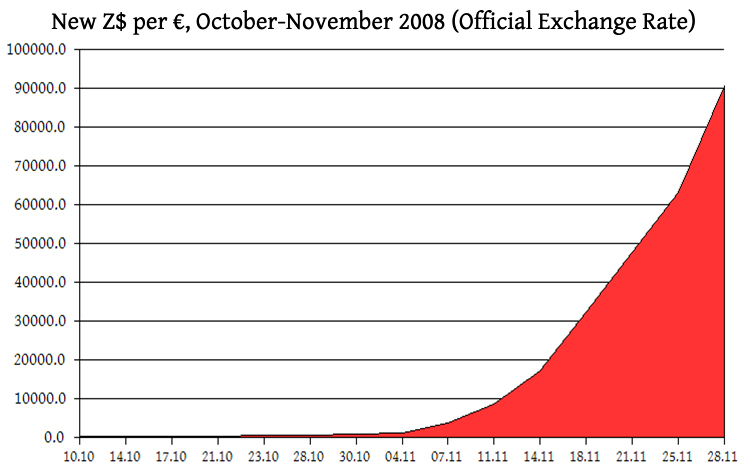
Inflatie 2008

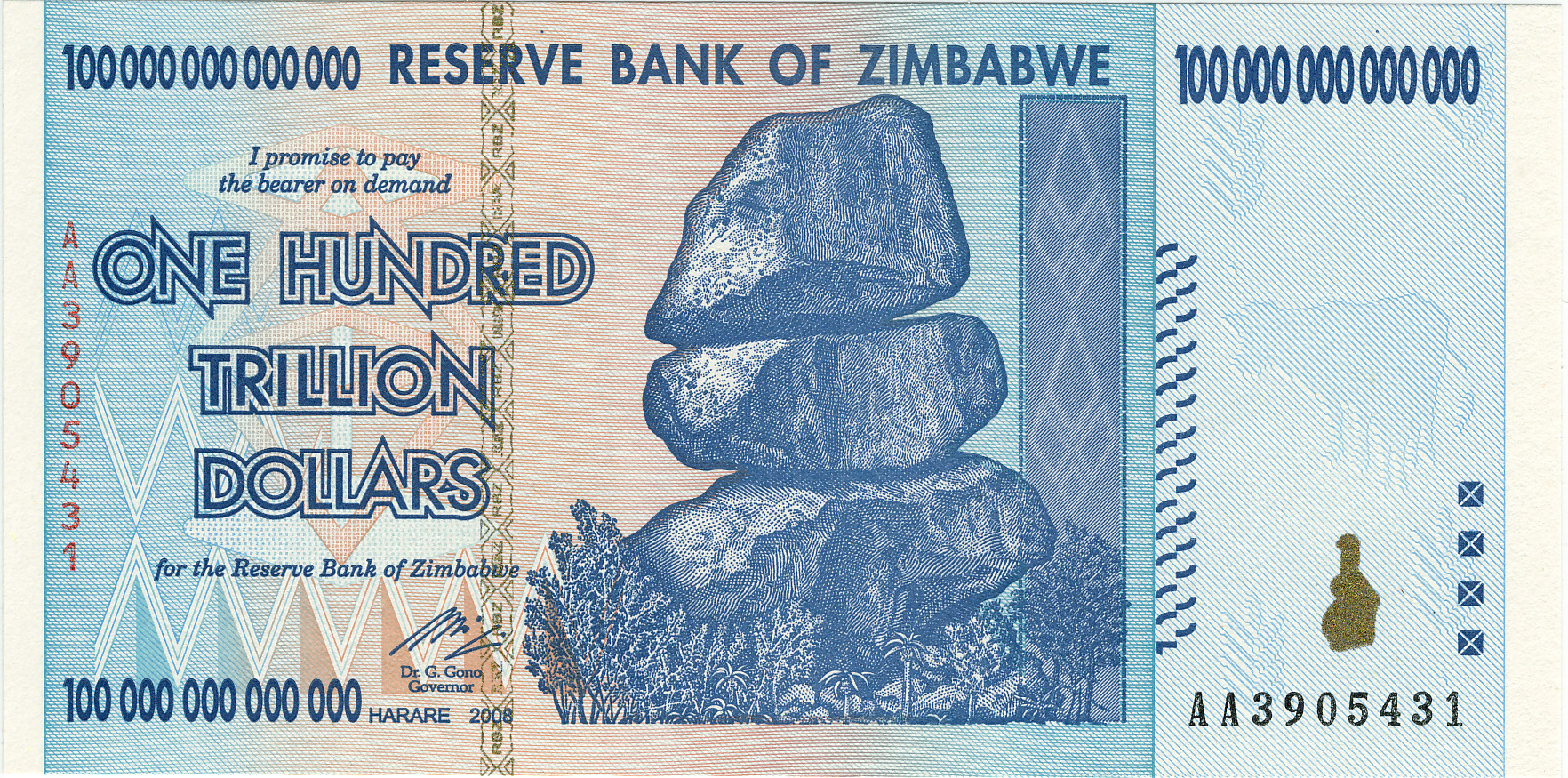
Biljet van 100 biljoen dollar (2009)

De dollar was de munteenheid van Zimbabwe tot juni 2015. Een dollar was honderd cent.

## Biljetten
De volgende munten werden gebruikt: 1, 5, 10, 20 en 50 cent en 1, 2 en 5 dollar. Het papiergeld was beschikbaar in 100, 500, 1.000, 5.000, 10.000, 20.000, 50.000, 100.000, 200.000, 500.000, 1 miljoen, 2 miljoen, 5 miljoen, 10 miljoen, 50 miljoen, 250 miljoen, 500 miljoen, 5 miljard, 25 miljard, 50 miljard, 100 miljard dollar en 100 biljoen dollar (100.000.000.000.000).

## Desastreus effect inflatie
De Zimbabwaanse dollar had de laagste waarde per eenheid ten opzichte van de euro of Amerikaanse dollar als stabiel ijkpunt. Sinds de invoering van de Zimbabwaanse dollar in 1980 is de munteenheid onderhevig geweest aan een inflatie van meer dan 6500%. In december 2007 was de inflatie voor het gehele jaar 2007 uitgekomen op 66.000 procent. Onafhankelijke schattingen komen uit op een veel hogere inflatie. Deze komen uit op een inflatie van ongeveer 150.000 procent. De inflatie kwam in februari 2008 uit op 165.000 procent en in juli 2008 meer dan twee miljoen procent (officieel cijfer, onafhankelijke economen spreken echter van het tienvoudige).
Per 1 augustus 2008 werden tien nullen geschrapt; 10 miljard "oude" dollars werd 1 "nieuwe" dollar. Deze revaluatie kon echter niet voorkomen dat nog geen vijf maanden later een biljet van 500 miljoen "nieuwe" dollars (5 triljoen "oude" dollars) geïntroduceerd moest worden. Op 2 februari 2009 werd nogmaals een revaluatie doorgevoerd; ditmaal werden twaalf nullen geschrapt waardoor een biljoen "oude" dollars één "nieuwe" dollar waard werd, of 10 triljard dollars van voor de revaluatie van 1 augustus 2008.

### Introductie buitenlandse valuta
Op 29 januari 2009 maakte de regering van Zimbabwe bekend dat het voortaan toegestaan is om met buitenlandse valuta te betalen. Dit was voorheen verboden, maar dit verbod werd vanwege de hyperinflatie toch al massaal genegeerd. Sindsdien wordt de Zimbabwaanse dollar niet meer gebruikt. Tegenwoordig worden de Amerikaanse dollar, Zuid-Afrikaanse rand en de euro als betaalmiddel gebruikt.

## Afschaffing
In juni 2015 werd de Zimbabwaanse dollar afgeschaft. Voor een bankrekening met Z$ 175 biljard kregen de inwoners vijf Amerikaanse dollar, daarboven gold de vastgelegde koers van Z$ 35.000.000.000.000.000 voor één Amerikaanse dollar. Het hoogste bankbiljet dat ooit gedrukt werd (maar nooit in omloop werd gebracht) was Z$ 100 biljoen. Dit bankbiljet is bij de bovengenoemde omwisselkoers 0,029 Amerikaanse dollar waard. De nationale bank van Zimbabwe had 20 miljoen Amerikaanse dollar voor de operatie gereserveerd. In 2024 werd de ZiG ingevoerd. 